# Domus Magna Comunis
La Domus Magna Comunis (Casa Grande del Comune) era il vecchio Palazzo Pubblico di San Marino era sede dell'Arengo (assemblea dei capi famiglia) e del Consiglio Grande e Generale (assemblea dei rappresentanti della popolazione). Fu costruito alla fine XIV secolo tra il 1380 e il 1392.  Fu abbattuta nel 1884  per la costruzione dell'odierno Palazzo pubblico, che venne cominciato nel 1884.